# Schwalefeld
Schwalefeld ist ein Ortsteil der Gemeinde Willingen (Upland) im nordhessischen Landkreis Waldeck-Frankenberg.
Die Ortschaft, die wegen ihrer geografischen Lage und alter Burgruinen auch als „Mutter des Uplands“ gilt, ist Wintersportgebiet und Luftkurort.

## Geografische Lage

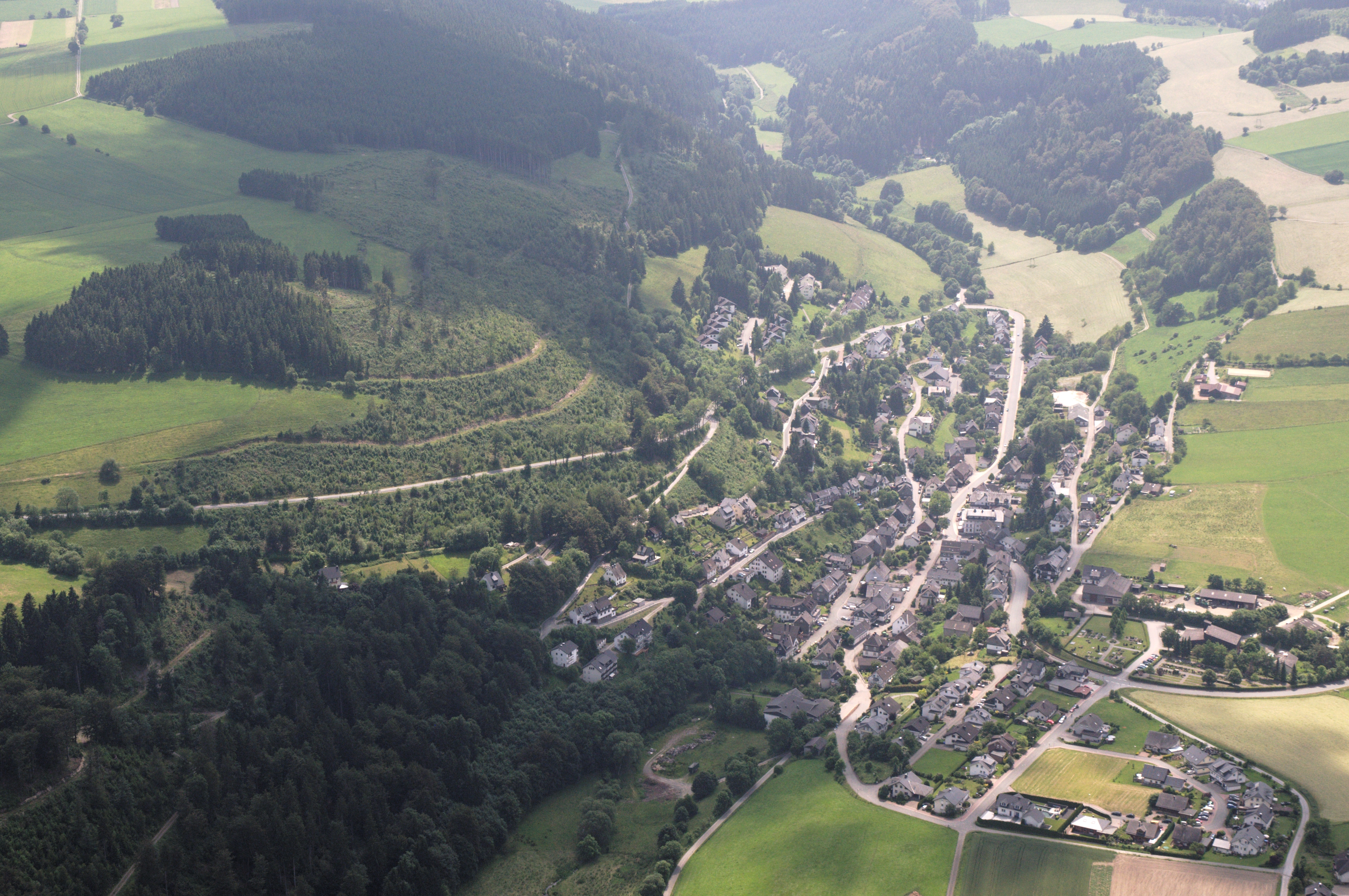
Luftaufnahme von Schwalefeld

Schwalefeld liegt im Naturpark Diemelsee 2 km nordöstlich des Willinger Kernorts und 1,3 km (jeweils Luftlinie) westsüdwestlich von Rattlar. Der Ort befindet sich auf 520 bis 807 m ü. NN und wird in Süd-Nord-Richtung vom Itter-Zufluss Aarbach durchflossen.

## Geschichte

### Ortsgeschichte
Im 8./10. Jahrhundert entstand auf dem Hegeberg eine Ringwallanlage, die Schwalenburg, deren Ursprung bis heute unbekannt ist. Urkundlich wird die Burganlage erstmals im Landregister von 1537, als Burg von nicht geringem Umfang erwähnt. In anderen Quellen wird von einer altsächsische Burg gesprochen, die zur Zeit Karls des Großen von den Franken zerstört worden sein könnte.
Die älteste bekannte schriftliche Erwähnung von Schwalefeld erfolgte unter dem Namen sualvelde um das Jahr 1333.

Im Jahr 1464 belehnt Graf Wolrad II. einen Heinrich von Immichusen mit einer Hufe Land. 1497 wird eine Wüstung „lüttiden Schwalefeld“ erwähnt, diese war ab 1537 ein Lehngut der Herren von Viermünden. 1537 gehört das ganze Dorf den Waldecker Grafen.
Lange ging man von einer Ersterwähnung um 1380 aus. 2008 beging man, basierend auf dem Jahr 1333, die 675-Jahr-Feier.
Hessische Gebietsreform (1970–1977)
Im Zuge der Gebietsreform in Hessen wurden die bis dahin selbständigen Gemeinden Rattlar und Schwalefeld zum 1. April 1972 auf freiwilliger Basis in die Gemeinde Willingen eingegliedert. Diese wurde wiederum kraft Landesgesetz am 1. Januar 1974 mit der Gemeinde Upland zur Großgemeinde Willingen (Upland) zusammengeschlossen. Sitz der Gemeindeverwaltung wurde Willingen. Für alle ehemals eigenständigen Gemeinden der neuen Gemeinde Willingen wurden Ortsbezirke mit Ortsbeirat und Ortsvorsteher nach der Hessischen Gemeindeordnung gebildet.

### Verwaltungsgeschichte im Überblick
Die folgende Liste zeigt die Staaten bzw. Herrschaftsgebiete und deren untergeordnete Verwaltungseinheiten, in denen Schwalefeld lag:
- vor 1712: Heiliges Römisches Reich, Grafschaft Waldeck, Amt Eisenberg
- ab 1712: Heiliges Römisches Reich, Fürstentum Waldeck, Amt Eisenberg
- ab 1806: Fürstentum Waldeck, Amt Eisenberg
- ab 1815: Fürstentum Waldeck, Oberjustizamt des Eisenbergs (Sitz in Kornbach)
- ab 1850: Fürstentum Waldeck-Pyrmont (seit 1849), Kreis des Eisenbergs (Sitz in Korbach)[Anm. 1]
- ab 1867: Fürstentum Waldeck-Pyrmont (Akzessionsvertrag mit Preußen), Kreis des Eisenbergs
- ab 1871: Deutsches Reich, Fürstentum Waldeck-Pyrmont, Kreis des Eisenbergs
- ab 1919: Deutsches Reich, Freistaat Waldeck-Pyrmont, Kreis des Eisenbergs
- ab 1929: Deutsches Reich, Freistaat Preußen, Provinz Hessen-Nassau, Regierungsbezirk Kassel, Kreis des Eisenbergs
- ab 1942: Deutsches Reich, Freistaat Preußen, Provinz Hessen-Nassau, Regierungsbezirk Kassel, Landkreis Waldeck
- ab 1944: Deutsches Reich, Freistaat Preußen, Provinz Kurhessen, Regierungsbezirk Kassel, Landkreis Waldeck
- ab 1945: Amerikanische Besatzungszone, Groß-Hessen, Regierungsbezirk Kassel, Landkreis Waldeck
- ab 1946: Amerikanische Besatzungszone, Hessen, Regierungsbezirk Kassel, Landkreis Waldeck
- ab 1949: Bundesrepublik Deutschland, Hessen, Regierungsbezirk Kassel, Landkreis Waldeck
- ab 1972: Bundesrepublik Deutschland, Hessen, Regierungsbezirk Kassel, Landkreis Waldeck, Gemeinde Willingen[Anm. 2]
- ab 1974: Bundesrepublik Deutschland, Hessen, Regierungsbezirk Kassel, Landkreis Waldeck-Frankenberg, Gemeinde Willingen

### Bevölkerung
Einwohnerstruktur 2011
Nach den Erhebungen des Zensus 2011 lebten am Stichtag dem 9. Mai 2011 in Schwalefeld 576 Einwohner. Darunter waren 9 (1,6 %) Ausländer.
Nach dem Lebensalter waren 87 Einwohner unter 18 Jahren, 225 zwischen 18 und 49, 132 zwischen 50 und 64 und 135 Einwohner waren älter.
Die Einwohner lebten in 342 Haushalten. Davon waren 129 Singlehaushalte, 96 Paare ohne Kinder und 81 Paare mit Kindern, sowie 30 Alleinerziehende und 6 Wohngemeinschaften. In 93 Haushalten lebten ausschließlich Senioren und in 201 Haushaltungen leben keine Senioren.
Einwohnerentwicklung
Quelle: Historisches Ortslexikon
- 1620: 39 Häuser
- 1650: 20 Häuser
- 1738: 33 Häuser
- 1770: 36 Häuser, 191 Einwohner

| Schwalefeld: Einwohnerzahlen von 1770 bis 2019 | Schwalefeld: Einwohnerzahlen von 1770 bis 2019 | Schwalefeld: Einwohnerzahlen von 1770 bis 2019 | Schwalefeld: Einwohnerzahlen von 1770 bis 2019 | Schwalefeld: Einwohnerzahlen von 1770 bis 2019 |
| --- | ---------------------------------------------- | ---------------------------------------------- | ---------------------------------------------- | ---------------------------------------------- |
| Jahr |                                                |                                                |                                                | Einwohner                                      |
| 1770 | 1770                                           |                                                | 191                                            | 191                                            |
| 1800 | 1800                                           |                                                | ?                                              | ?                                              |
| 1834 | 1834                                           |                                                | 306                                            | 306                                            |
| 1840 | 1840                                           |                                                | 318                                            | 318                                            |
| 1846 | 1846                                           |                                                | 298                                            | 298                                            |
| 1852 | 1852                                           |                                                | 338                                            | 338                                            |
| 1858 | 1858                                           |                                                | 364                                            | 364                                            |
| 1864 | 1864                                           |                                                | 359                                            | 359                                            |
| 1871 | 1871                                           |                                                | 322                                            | 322                                            |
| 1875 | 1875                                           |                                                | 307                                            | 307                                            |
| 1885 | 1885                                           |                                                | 318                                            | 318                                            |
| 1895 | 1895                                           |                                                | 320                                            | 320                                            |
| 1905 | 1905                                           |                                                | 364                                            | 364                                            |
| 1910 | 1910                                           |                                                | 373                                            | 373                                            |
| 1925 | 1925                                           |                                                | 392                                            | 392                                            |
| 1939 | 1939                                           |                                                | 362                                            | 362                                            |
| 1946 | 1946                                           |                                                | 559                                            | 559                                            |
| 1950 | 1950                                           |                                                | 565                                            | 565                                            |
| 1956 | 1956                                           |                                                | 507                                            | 507                                            |
| 1961 | 1961                                           |                                                | 531                                            | 531                                            |
| 1967 | 1967                                           |                                                | 605                                            | 605                                            |
| 1980 | 1980                                           |                                                | ?                                              | ?                                              |
| 1990 | 1990                                           |                                                | ?                                              | ?                                              |
| 2000 | 2000                                           |                                                | ?                                              | ?                                              |
| 2011 | 2011                                           |                                                | 576                                            | 576                                            |
| 2015 | 2015                                           |                                                | 549                                            | 549                                            |
| 2019 | 2019                                           |                                                | 580                                            | 580                                            |
| Datenquelle: Historisches Gemeindeverzeichnis für Hessen: Die Bevölkerung der Gemeinden 1834 bis 1967. Wiesbaden: Hessisches Statistisches Landesamt, 1968. Weitere Quellen: LAGIS; Gemeinde Willingen (Upland); Zensus 2011 |                                                |                                                |                                                |                                                |

Religionszugehörigkeit
| • 1885: | 403 evangelische (= 97,58 %), 4 katholische (= 0,97 %), 6 jüdische (= 1,45 %) Einwohner |
| • 1961: | 482 evangelische (= 90,77 %), 48 katholische (= 9,04 %) Einwohner                       |

## Vereine
- Turn- und Sportverein Schwalefeld e. V., gegründet 1921
- Freiwillige Feuerwehr, gegründet 1934
- Verkehrsverein Schwalefeld, gegründet 1936
- Schützenverein Schwalefeld e. V., gegründet 1974 (ehemals Kriegerverein, gegründet 1880)
- Gesangverein Eintracht Schwalefeld, gegründet 1896
- Tennisclub Schwalefeld, gegründet 1976

## Wirtschaft und Infrastruktur

### Wirtschaftsstruktur
Schwalefeld ist noch stark ländlich geprägt. Der Luftkurort verfügt über einen Lebensmittelladen und mehrere Freizeitangebote und Restaurants.

### Öffentliche Einrichtungen
- Evangelischer Kindergarten

### Tourismus
Zahlreiche Hotels, Pensionen sowie Ferienwohnungen bieten Übernachtungsmöglichkeiten für die Gäste. In der Umgebung gibt es Wanderwege, die durch die Wälder des Aartals führen. Drei Kilometer entfernt liegt Willingen mit weiteren Freizeitangeboten. Vorhanden sind auch ein Mountainbike-Parcours sowie Spielplatz, der „Garten der Erholung“. Für die Gäste werden an Sommertagen Konzerte auf dem Kurplatz angeboten.

## Persönlichkeiten
- Jochen Behle (* 1960), ehemaliger Skilangläufer und Bundestrainer im Skilanglauf, lebt in Schwalefeld
- Stephan Leyhe (* 1992), aktiver Skispringer, geboren in Schwalefeld
- Stephanie Müller (* 1985), ehemalige Biathletin